# Haute-Corse
Haute-Corse este un departamentul din sudul Franței, situat nordul Insulei Corsica. Departamentul a fost format la data de 15 septembrie 1975, când departamentul Corse a fost divizat în departamentele Haute-Corse și Corse-du-Sud. Limitele actuale corespund departamentului Golo, ce a existat între 1793 și 1811.

## Localități selectate

### Prefectură
- Bastia

### Sub-prefecturi
- Calvi
- Corte

## Diviziuni administrative
- 3 arondismente;
- 30 cantoane;
- 236 comune;